# Joseph Phan Thế Hinh
Joseph Phan Thế Hinh (Mông Phụ, 27 ottobre 1928 – Son Tay, 22 gennaio 1989) è stato un vescovo cattolico vietnamita.

## Biografia
Joseph Phan Thế Hinh nacque il 27 ottobre 1928 a Mông Phụ, un villaggio oggi inglobato nell'area urbana di Hanoi.
Iniziò il percorso di studio entrando nel seminario minore di Hà Thạch nel 1941 fino al 1948. Dopo gli studi si dedicò al volontariato pastorale presso le varie parrocchie di Hưng Hóa e di Hanoi.
Alla fine della guerra rifiutò di scappare al Sud e decise di rimanere nel Nord per aiutare la popolazione rimasta. Fu ordinato presbitero il 13 settembre 1959 dal vescovo Jean-Marie Mazé, M.E.P., fu quindi nominato professore per il seminario minore ed in seguito fu nominato parroco della parrocchia di Ngô Xá, nella provincia di Phu Tho.
Il 14 aprile 1976 papa Paolo VI lo nominò vescovo coadiutore di Hưng Hóa, assegnandogli la sede titolare di Mades. Ricevette l'ordinazione episcopale il 14 novembre dello stesso anno per imposizione delle mani dell'arcivescovo e futuro cardinale Joseph-Marie Trịnh Văn Căn.
A causa delle gravi condizioni post-belliche, la diocesi si trovava quasi senza sacerdoti e pertanto continuò a servire la comunità della parrocchia di Ngô Xá fino al 17 ottobre 1977, quando si trasferì a Son Tay per affiancare il vescovo Pierre Marie Nguyễn Huy Quang.
Con l'istituzione della conferenza episcopale del Vietnam, fu eletto primo presidente del comitato dei laici per un mandato nel triennio 1980 – 1983.
il 14 novembre 1985 succedette al governo della diocesi. Il periodo in cui fu vescovo coincise con la distensione del governo nella politica religiosa del paese e quindi poté effettuare le visite pastorali nel territorio diocesano con molta più libertà di spostamento.
Dopo aver retto la diocesi per tre anni, morì improvvisamente a Son Tay a causa di un infarto il 22 gennaio 1989 all'età di 60 anni.

## Genealogia episcopale
La genealogia episcopale è:
- Cardinale Scipione Rebiba
- Cardinale Giulio Antonio Santori
- Cardinale Girolamo Bernerio, O.P.
- Vescovo Claudio Rangoni
- Arcivescovo Wawrzyniec Gembicki
- Arcivescovo Jan Wężyk
- Vescovo Piotr Gembicki
- Vescovo Jan Gembicki
- Vescovo Bonawentura Madaliński
- Vescovo Jan Małachowski
- Arcivescovo Stanisław Szembek
- Vescovo Felicjan Konstanty Szaniawski
- Vescovo Andrzej Stanisław Załuski
- Arcivescovo Adam Ignacy Komorowski
- Arcivescovo Władysław Aleksander Łubieński
- Vescovo Andrzej Stanisław Młodziejowski
- Arcivescovo Kasper Kazimierz Cieciszowski
- Vescovo Franciszek Borgiasz Mackiewicz
- Vescovo Michał Piwnicki
- Arcivescovo Ignacy Ludwik Pawłowski
- Arcivescovo Kazimierz Roch Dmochowski
- Arcivescovo Wacław Żyliński
- Vescovo Aleksander Kazimierz Bereśniewicz
- Arcivescovo Szymon Marcin Kozłowski
- Vescovo Mečislovas Leonardas Paliulionis
- Arcivescovo Bolesław Hieronim Kłopotowski
- Arcivescovo Jerzy Józef Elizeusz Szembek
- Vescovo Stanisław Kazimierz Zdzitowiecki
- Cardinale Aleksander Kakowski
- Papa Pio XI
- Vescovo Jean-Baptiste Nguyễn Bá Tòng
- Vescovo Thaddée Anselme Lê Hữu Từ, O.Cist.
- Cardinale Joseph Marie Trịnh Như Khuê
- Cardinale Joseph-Marie Trịnh Văn Căn
- Vescovo Joseph Phan Thế Hinh